# Winning London
Winning London (bra: Conquistando Londres / Londres com Tudo Pago ; prt: Vencendo em Londres) é um filme de comédia estadunidense de 2001 lançado diretamente em vídeo, dirigido por Craig Shapiro e estrelado por Mary-Kate e Ashley Olsen.

## Sinopse
Chloe Lawrence (Mary-Kate Olsen) é uma adolescente muito dirigida e líder da equipe das Nações Unidas para o ensino médio. Depois de se apresentar particularmente bem em uma competição, a equipe é selecionada para participar de uma competição internacional, a London International Model United Nations, da ONU em Londres, Reino Unido. Um dos membros da equipe, Randall, não pode comparecer devido ao casamento de sua irmã mais velha. A irmã gêmea de Chloe, Riley (Ashley Olsen), entra em cena para preencher a lacuna - para se aproximar do companheiro de equipe de Chloe, Brian, mais do que qualquer outra coisa. Quando o grupo chega a Londres, eles descobrem que alguém já está representando seu país habitual: China. Destemidos, eles improvisam e acabam representando o Reino Unido. Muitos passeios e compras acontecem, enquanto Chloe se interessa por James Browning, filho de um nobre britânico, Lord Browning, que está pressionando seu filho para conseguir mais. Conforme a competição avança, a natureza super competitiva de Chloe impede seu romance, Riley tenta se aproximar de Brian, e a equipe ganha admiração e raiva por seus métodos não convencionais. No entanto, as tribulações são desgastantes e as lições aprendidas sobre o espírito esportivo, negligência de amigos e aprendendo a aproveitar a juventude.

## Elenco
- Mary-Kate Olsen como Chloe Lawrence
- Ashley Olsen como Riley Lawrence
- Brandon Tyler como Brian
- Jesse Spencer como James Browning
- Rachel Roth como Rachel
- Eric Jungmann como Dylan
- Claire Yarlett como Julia Watson
- Steven Shenbaum como Harry Holmes
- Paul Ridley como Lord Browning
- Stephanie Arellano como Gabriella
- Blythe Matsui como Sakura
- Curtis Anderson como delegado pateta
- Garikayi Mutambirwa como Niko
- Jeremy Maxwell como Jonathan
- Benton Jennings como Chef
- Jerry Gelb como capitão do sino
- Robert Phelps como juiz principal
- Jarrett Lennon como Randall
- Richard Alan Brown como Kid